# Chapelle Saint-Éloi de Guiscriff
Pour les articles homonymes, voir Chapelle Saint-Éloi.
La chapelle Saint-Éloi  est une chapelle du XVe siècle, située sur la commune de Guiscriff dans le Morbihan et inscrite aux monuments historiques.

## Historique
La chapelle fait l’objet d’une inscription au titre des monuments historiques depuis le 7 octobre 1925.
La mention  La chapelle Monsieur Sainct Eloy au villaige de Talanhoat , datée de 1491, est la plus ancienne connue de la chapelle. La chapelle a été construite à la fin du XVe siècle sur les terres de l'abbaye Sainte-Croix de Quimperlé. Celle-ci avait reçu en donation les terres du village de Saint Eloi en même temps que celles du village de Saoutalarin. Elle les conservera jusqu'à la Révolution.  Le nom breton sant Alar évoque à la fois le nom d'un des premiers évêques de Quimper  et celui de Saint Hilaire sous le patronage duquel se trouvait l'ancienne chapelle de la terre de Saoutalarin. Autrefois, lors du pardon annuel, les possesseurs de chevaux imploraient la protection du saint ou le remerciait de ses bienfaits.

## Description

### Extérieur
La chapelle est construite en forme de croix latine au plan irrégulier. Au pignon du chevet, figurent les armes de Bretagne timbrées de la couronne ducale et encadrées de croix grecques. L'ange tenant un phylactère, au-dessus de la porte sud du chœur, avec l'inscription 1414, serait un remploi.

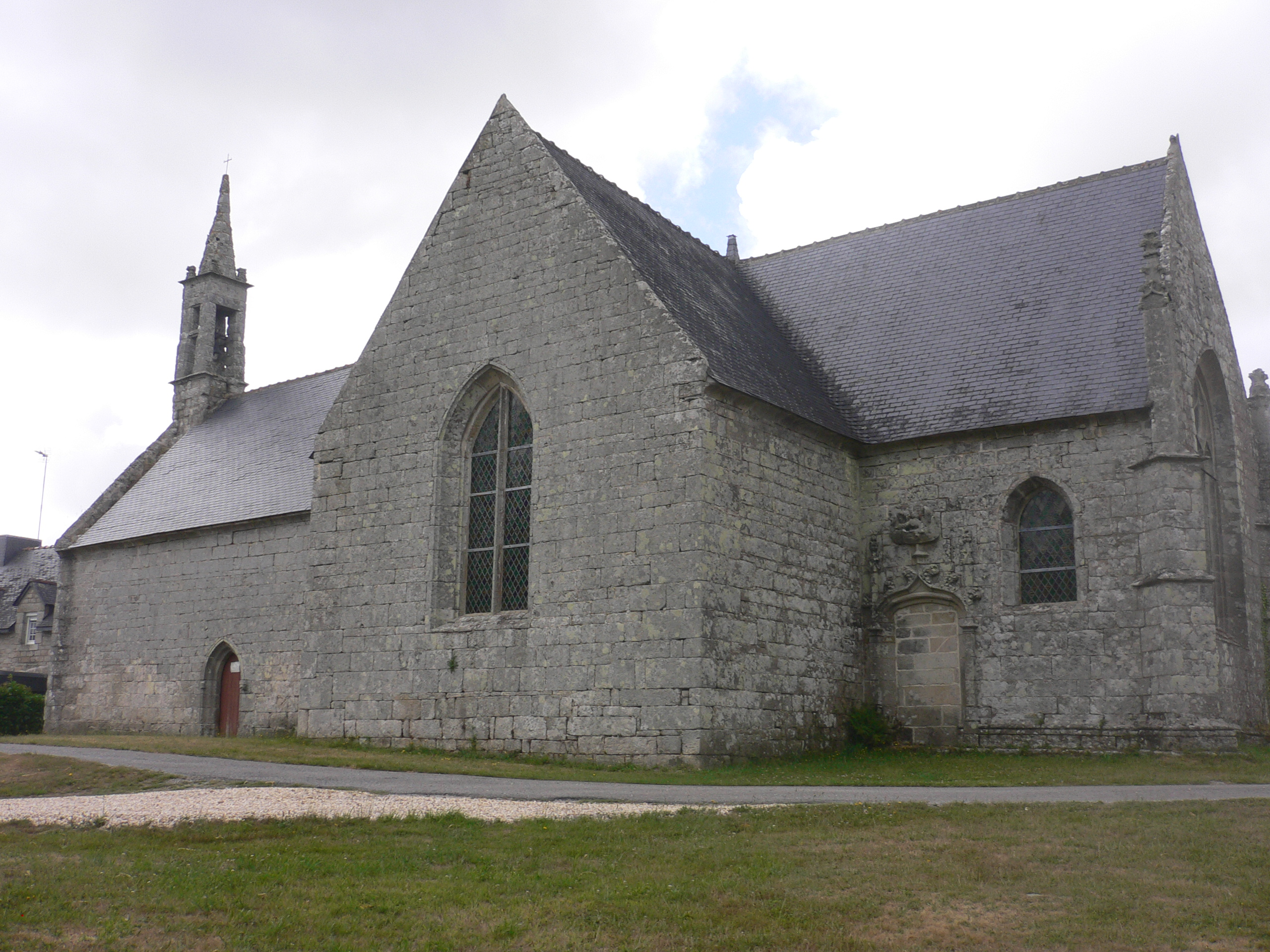
Vue prise du Sud-Est de la chapelle.
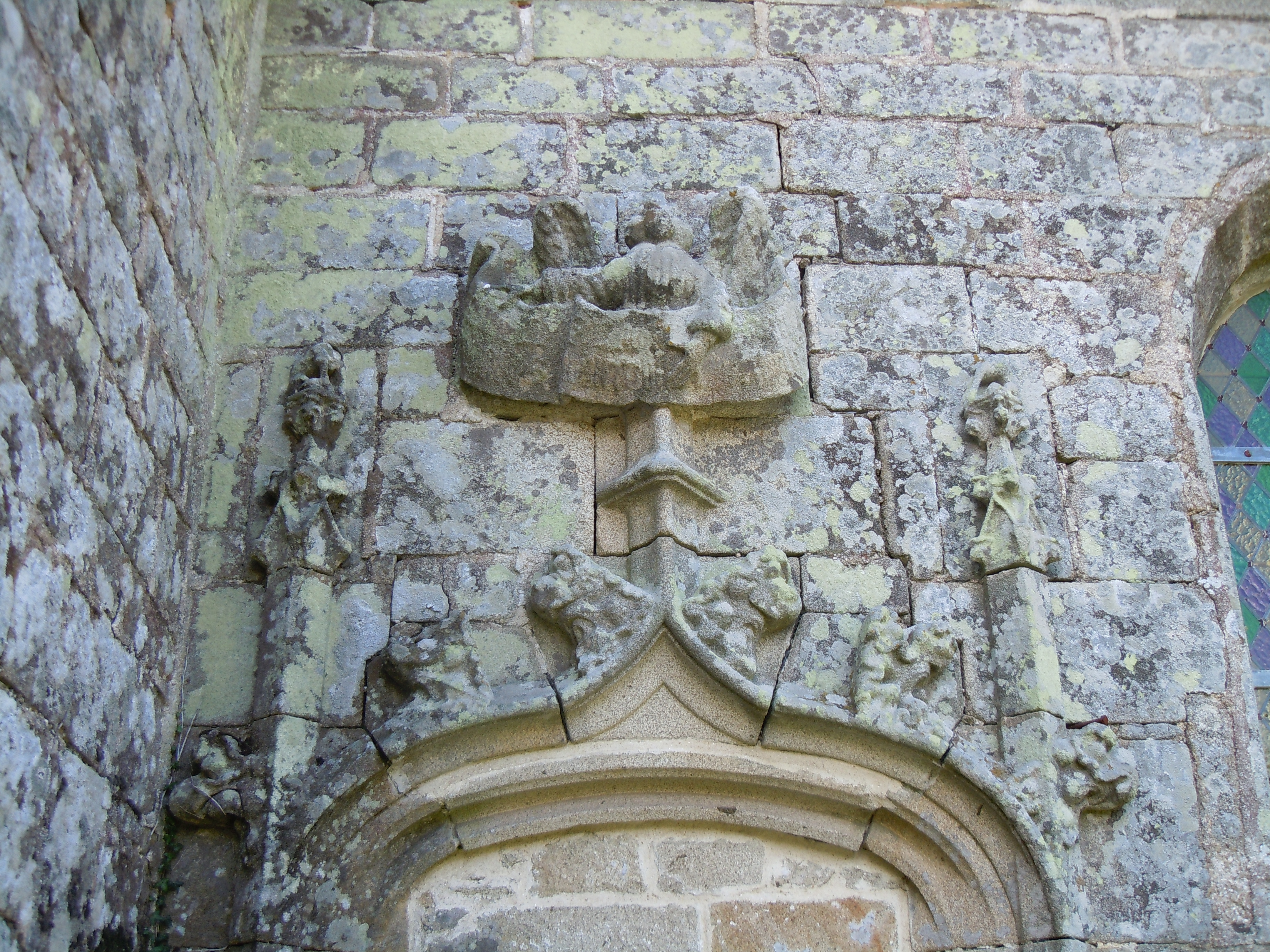
Ange portant un phylactère (mur extérieur sud).

### Intérieur
On peut y voir une statue en bois polychrome du XVIIe siècle représentant Saint-Éloi en train de ferrer un cheval ainsi que des ex-voto de chevaux en bois. 

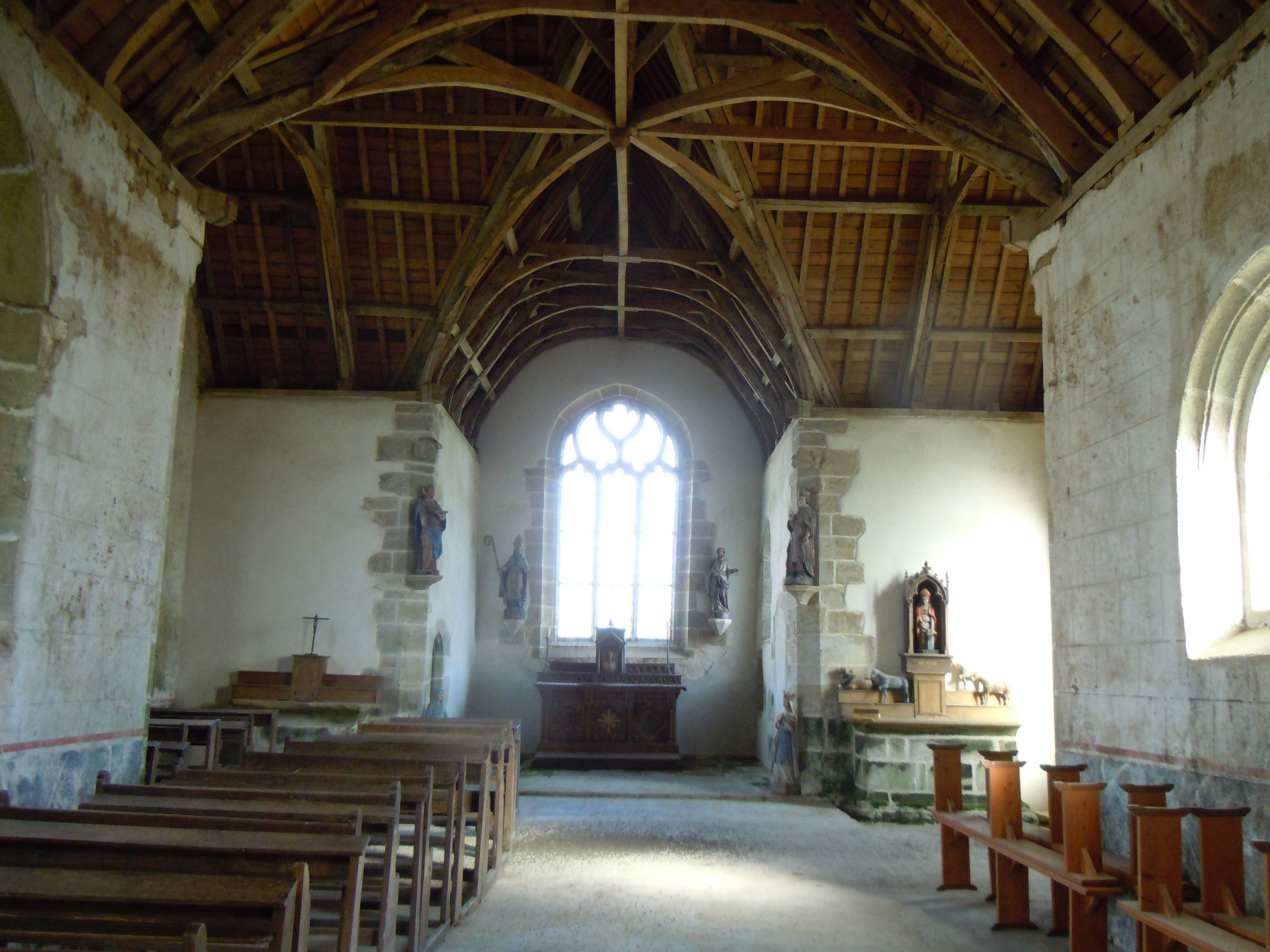
Vue générale de l'intérieur de la chapelle.
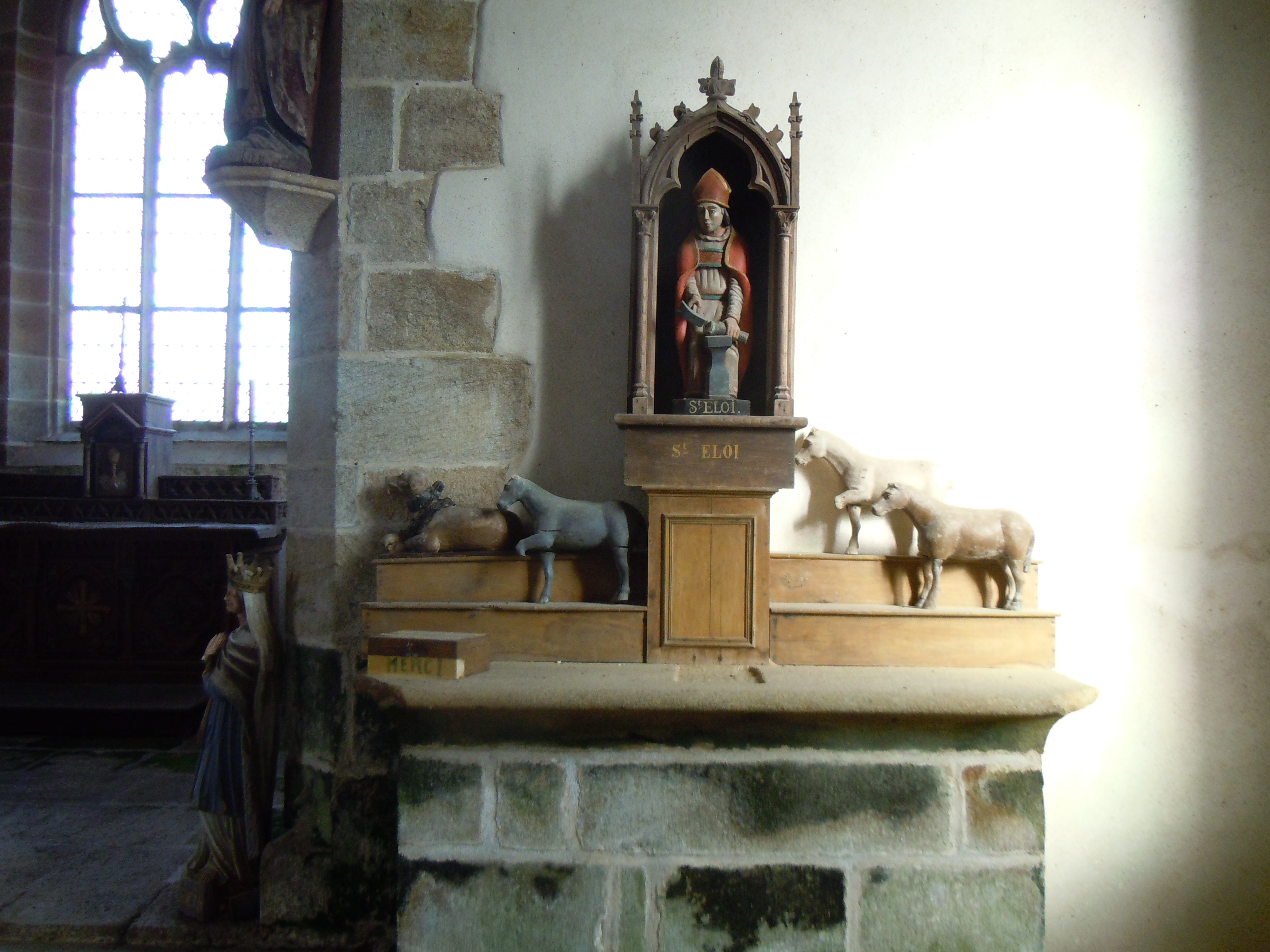
Retable, statue de Saint Eloi ferrant un cheval et ex-voto de chevaux en bois.